# Ipomoea costata
Ipomoea costata är en vindeväxtart som beskrevs av Ferdinand von Mueller och George Bentham. Ipomoea costata ingår i släktet praktvindor, och familjen vindeväxter. Inga underarter finns listade i Catalogue of Life.